# 里見義重
里見 義重（さとみ よししげ、元亀元年（1570年）? - 元和8年（1622年））は安土桃山時代から江戸時代初期にかけての人物。里見義弘の嫡男で、幼名は梅王丸（うめおうまる）。母は古河公方足利晴氏の娘。安房里見氏当主だったとされるが、後に異母兄（叔父とも）里見義頼によって無理やり出家させられて、淳泰（じゅんたい）と名乗ったという。

## 生涯
鶴谷八幡宮に残る元亀3年（1572年）12月20日付けの棟札銘に「源梅王丸」の名前が記されていることから、生年は少なくとも1572年以前にさかのぼると考えられる。なお、実名については鹿野山神野寺に天正年間に納められた棟札及び『系図纂要』などによる。本文では一般的に使われている「梅王丸」の呼称を用いて解説する。
里見義弘は初め、小弓公方足利義明の娘・青岳尼を正室としていたが、子供に恵まれないまま死去し、その後かつては小弓公方家及び里見氏と対立関係であった古河公方家を反北条氏の観点から手を組むことになり、足利晴氏の娘を後室に迎え入れて誕生したのが梅王丸である。
だが、梅王丸誕生によって廃嫡される事となった義弘の庶長子（一説には実弟）の里見義頼（当時は義継）や、次期当主決定に関与できなかった安房国内の家臣達の不満は高まってしまう。そこで義弘は里見氏の家督は梅王丸に継承させる代わりに安房一国を義頼に与えるという妥協案を出した。こうした中、義弘が天正6年（1578年）に居城である上総国久留里城で死去すると、義弘側近や正木憲時・加藤信景ら上総国内にいた重臣達は直ちに梅王丸に家督を継がせた。その結果、義頼や正木頼忠ら安房国内の里見氏関係者は誰も葬儀には参加しないという異常事態が発生した。
異常事態は2年にわたり、この間両国間の緊張は高まる一方であった。その間に里見義頼は居城を上総国境から遠い館山城に移すとともに仇敵である筈の北条氏政と密かに盟約を交わしていた。天正8年（1580年）4月、義頼は奸臣・正木憲時を討つ事を大義名分として挙兵して上総国に侵攻を始めた。義頼は梅王丸側の対応が整う前に上総国内の主要拠点を制圧して、正木憲時を小田喜城に梅王丸と加藤信景を佐貫城（義弘のかつての居城）において取り囲んだ。憲時は一時正木頼忠を破ってその居城の勝浦城を逆に制圧するなどの奮戦を見せたものの、佐貫城の加藤信景はその月のうちに力尽きて梅王丸の助命を条件に無血開城し、憲時も翌年には小田喜城籠城中に家臣に殺害されて、義頼派の圧勝に終わった。
その後、梅王丸は義頼と加藤信景との約束どおりに出家する事を条件に命を助けられて淳泰を名乗り、始め岡本城郊外の聖山、後には泉慶院（現在の館山市）の住持となって、里見氏改易後に死去したとされている。だが、義頼廃嫡の原因となった梅王丸の母と幼い妹に対する義頼の憎悪は大変なものがあり、上総琵琶首館（現在の市原市）に幽閉された後に天正11年（1583年）に母子は変死を遂げたという。
なお、梅王丸の名は里見氏歴代からは抹消されているが、梅王丸名義によって出されたと推定される文書が存在するために、重臣の補佐を受ける形での当主としての政務が行われていたものと考えられている。また、近年では里見義康元服後に一時還俗してこれを補佐したために「義重」の実名が伝わっているという説も出されている。